# ヤチスゲ
ヤチスゲ(谷地菅、Carex limosa)は、カヤツリグサ科スゲ属に属する植物である。水生または海岸に生える植物で、山中の泥炭湿原で最もよく見られる。

## 特徴
大きな根茎とひげ根を持つ多年生の草本。地上の茎葉は互いに間を置いて出る。花茎の高さは20-40cm程度で、基部に葉身のない赤褐色の鞘がある。糸のように長いいくつかの葉を付ける。葉は粉緑色をしており、葉幅は2mmほど。
茎の尖端には雄性の小穂が付き、長さは1～3cmで濃い黄褐色をしており、線形で直立している。その下に1つか2つの雌性の小穂がある。側小穂の基部にある苞は鞘がなく、葉身は退化して棘状となっている。雌小穂は卵形で長さが1～2cmで、長い柄があって垂れ下がっている。ただし側小穂は、雄の部分を先端に持つ場合がある。雌花鱗片は銅褐色、卵形で多少光沢があり、果胞をある程度まで被う。果胞は長さ3.5～4mm、楕円形で断面の形はやや扁平になった3稜形、脈があり、表面には細かな点が密布しており、灰青色で厚い洋紙質、先端は急に短くなって小さな嘴状に終わる。柱頭は3裂。
和名は谷地スゲの意で、その生育地が谷地(湿原)であることによる。

## 分布
北アメリカ大陸からユーラシア大陸にかけて分布する。日本では北海道と本州の近畿地方まで見られる。

## 分類・類似種
勝山(2015)は本種をヤチスゲ節 Sect. Limosae としている。ここに含められている種は日本では4種あり、その中ではっきり違って見えるのは小穂の柄が短くて垂れないで立ち上がるムセンスゲ C. livida のみである。あとの3種は少数の側小穂が垂れ下がるもので、いずれも寒冷地の湿地に生えるものであり、また周北極的な分布域を持つものでもある。それぞれ以下のようなものである。
- C. laxa イトナルコスゲ：花序の苞に長い鞘がある点で区別出来る。本州中北部と北海道に湿地に分布。
- C. pauprcula ダケスゲ：側小穂が3個の場合があり、また果胞の長さが2.5～3mmとやや小さい。本州中北部の山地や湿地に分布。

なお、ダケスゲに関しては『時に判断が難しいこともある』と専門家が言うだけあって難しいらしく、書籍『レッドデータプランツ』の撮影をした永田は『ダケスゲと思って撮影した』中に本種が混じっていたことを記し、『まだしっかりと区別出来る自信がない』と述べている。

## シノニム
- Trasus limosus (L.) Gray
- Facolos limosa (L.) Raf.
- Carex elegans Willd.
- Carex fuscocuprea (Kük.) V.I.Krecz.
- Carex glaucocarpa St.-Lag.
- Carex laxa Dewey

## 保護の状況
環境省のレッドデータブックには取り上げられておらず、県別でも秋田県で準絶滅危惧、新潟県で地域個体群の指定がある程度で指定のレベルが低く、唯一兵庫県で絶滅危惧I類の指定がある。より南部では見られないものであるが、分布域の範囲では珍しいものではないようである。